# Alagna
Alagna (spesso indicato come Alagna Lomellina, Làgna in dialetto lomellino) è un comune italiano di 807 abitanti della provincia di Pavia in Lombardia. Si trova nella Lomellina centrale, alla destra del Terdoppio.

## Storia
Suggestiva è l'ipotesi che Alagna derivi il suo nome da una regione Aliana inter Padum Ticinumque amnes (Plinio il Vecchio, Nat. Hist, XIX, 9), celebre per i lini. Trovandosi tra il Ticino e il Po, dovrebbe corrispondere all'attuale Lomellina.
Il paese appare come Allagna nell'elenco delle terre soggette al dominio di Pavia nel 1250. Apparteneva allora al territorio della Lomellina, di cui seguì sempre le sorti. Dal 1466 fece parte del feudo di Sannazzaro de' Burgondi, ceduto dagli Sforza ai Malaspina. Nel 1713 con la Lomellina entrò a far parte dei domini dei Savoia, e nel 1859 fu unito alla provincia di Pavia.

### Simboli
Il comune ha come simboli lo stemma e il gonfalone concessi con D.P.R. del 5 aprile 2006.
Blasonatura stemma:
(DPR 5 aprile 2006)
Il gonfalone è un drappo di rosso.

## Monumenti e luoghi d'interesse
- Castello di Alagna

## Società

### Evoluzione demografica
- 364 ab. nel 1707
- 738 ab. nel 1805
- 1.100 ab. nel 1818
- 1.239 ab. nel 1845
- 1.252 ab. nel 1859[5]

Abitanti censiti

## Amministrazione
| Periodo     | Periodo   | Primo cittadino | Partito      | Carica  | Note |
| ----------- | --------- | --------------- | ------------ | ------- | ---- |
| Maggio 2023 | in carica | Renato Lavezzi  | lista civica | Sindaco |      |

## Sport

### Calcio
La squadra di calcio del paese era l'A.S.D Alagna, che ha militato nel campionato di Promozione. Il colore sociale della squadra è il bianco verde. Da sottolineare il record di reti segnate (101) nelle stagione 2014/2015.
Attualmente Alagna ha una squadra femminile, partecipante al campionato CSI.